# Bárbara Wilson
Bárbara Wilson (7 de octubre de 1940- 22 de mayo de 2005) fue una cantante de jazz panameña, considerada una de las grandes protagonistas de la historia del jazz panameño y una de las cantantes más importantes que ha tenido el país.

## Carrera artística
Se presentó como cantante en los programas televisivos panameños El Show de la Una, El Show del Mediodía y Blanquita Amaro.  Viajó a Estados Unidos y se presentó en clubes y hoteles exclusivos.  También cantó en Nicaragua, Puerto Rico, Cuba, Costa Rica y Venezuela. De la mano de Víctor Boa inicia en el jazz y canta por muchos años, hasta su fallecimiento, con el trío de Fidel Morales.
Durante su carrera artística canta con artistas como Víctor "Vitín" Paz, Carlos Garnett, Víctor Boa, Jimmy Maxwell, Dino Nugent, Marcos Barraza, Walter Smith, Fred Burnham, Kike Fábrega y Reggie Boyce, entre muchos otros.
El 23 de abril de 2004 dio su último concierto en el bar de jazz Take Five en el corregimiento de San Felipe en Panamá.

## Premios y reconocimientos
- Búho de oro, 1977 y 1978[3]
- En 2007 el Festival de Jazz de Panamá, en su cuarta edición, dedica el festival a la memoria de Bárbara Wilson, "La Dama del Jazz"[6]